# Raymond Keene
Raymond Dennis Keene (Londra, 29 gennaio 1948) è uno scacchista britannico, Grande maestro.
Nel 1976 divenne il secondo Grande Maestro inglese, pochi mesi dopo l'ottenimento del titolo da parte di Tony Miles.

## Principali risultati
- 1964 : vince all'età di 16 anni il campionato di Londra under-18;
- 1966 : vince ad Hastings il torneo "Hastings Challengers";
- 1971 : vince il Campionato britannico a Blackpool;
- 1973 : primo a Johannesburg;
- 1976 : medaglia di bronzo di squadra alle Olimpiadi di Haifa;
- 1979 : primo a Sydney;
- 1980 : medaglia d'oro individuale alle Olimpiadi studentesche di Skara. Vince i tornei di Dortmund e di Barcellona.

Negli anni Ottanta si ritirò dal gioco attivo per diventare un organizzatore di eventi scacchistici. Organizzò, tra gli altri, il "Match del secolo" URSS - Resto del mondo a Londra nel 1984.
Fu il secondo di Viktor Korčnoj nel match di campionato del mondo del 1978 di Baguio nelle Filippine contro il detentore Anatolij Karpov.
Nel 1985 ricevette il riconoscimento di Ufficiale dell'Ordine dell'Impero Britannico, per meriti ottenuti nell'ambito degli scacchi.